# Tony Rombola
Tony Rombola (24 de noviembre de 1964) es un músico estadounidense conocido por ser el guitarra líder de la banda de hard rock de Boston Godsmack desde mediados de los años 1990. Ha sido citado por la revista Guitar World como un guitarrista "extraordinario". Rombola también es el guitarrista de la banda Another Animal, formada a comienzos de 2007.

## Historia
Nacido en Norwood, Massachusetts, Rombola es un guitarrista autodidacta, comenzando a tocar a los 11 años. Según su padre, lo primero que aprendió a tocar fue Black Sabbath. Comenzó escuchando álbumes como Led Zeppelin III, 2112 y We Sold Our Soul for Rock 'n' Roll. Su primera guitarra fue una copia de SG, antes de conseguir una Les Paul, que es lo que sigue usando en la actualidad. Antes de conocer al vocalista de Godsmack Sully Erna y al bajista Robbie Merrill a mediados de los años 1990 para formar Godsmack, Rombola tocó en bandas de versiones, tocando funk, rock, rock clásico y metal. Grabaron su primer EP en 1997 y su álbum debut en 1998. Godsmack ha vendido más de cinco millones de copias.